# Oberea subelongatipennis
Oberea subelongatipennis är en skalbaggsart som beskrevs av Stefan von Breuning 1955. Oberea subelongatipennis ingår i släktet Oberea och familjen långhorningar. Inga underarter finns listade i Catalogue of Life.